# Костёр (песня Hensy и Клавы Коки)
«Костёр» — песня российских музыкальных исполнителей Hensy и Клавы Коки, выпущенная 11 октября 2020 года в качестве сингла.

## История
Впервые песня была анонсирована неделей ранее официального релиза. За день до выпуска песни Клава Кока выложила в своём Instagram-аккаунте ещё один отрывок, снятый на набережной в Москве.

## Видеоклип
В день официального релиза песни на официальном YouTube-канале Клавы Коки выходит лирическое видео «Костёр».
Релиз официального видеоклипа на трек состоялся 26 октября 2020 года. В нём две пары отдыхают в загородном доме. В ходе их общения выясняется, что девушка Hensy и парень Клавы Коки изменяют своим возлюбленным. Как только они узнают об этом, то начинают поддерживать друг друга. Клип был снят в горах посёлка городского типа Красная Поляна, а режиссёром видео выступил Дмитрий Климов, ранее сотрудничавшей с Клавой Кокой.
Менее чем за сутки клип набрал более 700 000 просмотров и занял вторую строчку в трендах русского сегмента YouTube.

## Отзывы
Кирилл Жигулин, автор статьи про песню «Костёр», опубликованной на сайте «Первое Онлайн», назвал композицию «по-настоящему осенней песней», упомянув при этом, что данный музыкальный релиз «позволяет найти отражение в своей души, согреться вместе с Клавой и понять, что эта осень проходит не в одиночестве, а в единстве и тепле с исполнителями».
Владислав Шеин из ТНТ Music отметил, что «дуэтная баллада „Костёр“ придётся по душе любителям гитарной лирики», при этом заметив, что «отголоски дворовой эстетики придают песне трогательности и „народности“».

## Чарты
| Чарт (2020)               | Высшая позиция |
| ------------------------- | -------------- |
| Мир (ВКонтакте)           | 19             |
| Россия (YouTube Music)    | 2              |
| Россия (Shazam)           | 6              |
| Top YouTube Hits (Tophit) | 10             |
| Мир (Муз-ТВ)              | 2              |
| Россия (RU.TV)            | 2              |
| Россия (ТНТ Music)        | 1              |